# Serie B 1978-1979 (pallacanestro maschile)
Il campionato di Serie B di pallacanestro maschile 1978-1979 è stato il quinto organizzato in Italia dall'ultima riforma. È composto da 32 squadre ripartite in 4 raggruppamenti geografici
Le prime cinque squadre di ogni girone vengono ammesse alla Poule per la promozione in Serie A2, le ultime tre alla Poule per non retrocedere in Serie C1. La Poule promozione A/2 viene suddivisa in due gironi da 10 squadre ciascuna, le prime due classificate di ogni girone si disputeranno le due promozioni in lizza.

## Stagione regolare

### Girone A
|  |    | Classifica finale 1978-1979 | Pt | G  | V  | P  | PtF | PtS |
|  | -- | --------------------------- | -- | -- | -- | -- | --- | --- |
|  | 1. | Prince Bergamo              | 22 | 14 | 11 | 3  |     |     |
|  | 2. | Liberty Treviso             | 20 | 14 | 10 | 4  |     |     |
|  | 3. | Simod Padova                | 20 | 14 | 10 | 4  |     |     |
|  | 4. | Aurora Desio                | 16 | 14 | 8  | 6  |     |     |
|  | 5. | Omegna Busto Arsizio        | 14 | 14 | 7  | 7  |     |     |
|  | 6. | Arvil Rho                   | 8  | 14 | 4  | 10 |     |     |
|  | 7. | Lana Gatto Biella           | 6  | 14 | 3  | 11 |     |     |
|  | 8. | Ferroli Vicenza             | 6  | 14 | 3  | 11 |     |     |

### Girone B
|  |    | Classifica finale 1978-1979   | Pt | G  | V  | P  | PtF | PtS |
|  | -- | ----------------------------- | -- | -- | -- | -- | --- | --- |
|  | 1. | Magniflex Livorno             | 22 | 14 | 10 | 4  |     |     |
|  | 2. | Teksid Torino                 | 20 | 14 | 9  | 5  |     |     |
|  | 3. | Libertas Livorno              | 16 | 14 | 8  | 6  |     |     |
|  | 4. | Sperlari Cremona              | 14 | 14 | 7  | 7  |     |     |
|  | 5. | Virtus Imola                  | 14 | 14 | 7  | 7  |     |     |
|  | 6. | Olimpia Firenze               | 14 | 14 | 7  | 7  |     |     |
|  | 7. | Amatori Carrara               | 10 | 14 | 5  | 9  |     |     |
|  | 8. | Cantine Riunite Reggio Emilia | 6  | 14 | 3  | 11 |     |     |

### Girone C
|  |    | Classifica finale 1978-1979 | Pt | G  | V  | P  | PtF | PtS |
|  | -- | --------------------------- | -- | -- | -- | -- | --- | --- |
|  | 1. | Pallacanestro Brindisi      | 22 | 14 | 11 | 3  |     |     |
|  | 2. | Fabriano Basket             | 20 | 14 | 10 | 4  |     |     |
|  | 3. | Gis Roseto                  | 18 | 14 | 9  | 5  |     |     |
|  | 4. | Lineaerre Pesaro            | 16 | 14 | 8  | 6  |     |     |
|  | 5. | Fams S.Severo               | 14 | 14 | 7  | 7  |     |     |
|  | 6. | Eldorado Roma               | 12 | 14 | 6  | 8  |     |     |
|  | 7. | Fam Galli Valdarno          | 10 | 14 | 5  | 9  |     |     |
|  | 8. | Algida Roma                 | 2  | 14 | 1  | 13 |     |     |

### Girone D
|  |    | Classifica finale 1978-1979 | Pt | G  | V  | P  | PtF | PtS |
|  | -- | --------------------------- | -- | -- | -- | -- | --- | --- |
|  | 1. | Viola Reggio Calabria       | 22 | 14 | 11 | 3  |     |     |
|  | 2. | Italcable Roma              | 22 | 14 | 11 | 3  |     |     |
|  | 3. | Napoli Basket               | 16 | 14 | 8  | 6  |     |     |
|  | 4. | Associazione Basket Latina  | 16 | 14 | 8  | 6  |     |     |
|  | 5. | Virtus Ragusa               | 14 | 14 | 7  | 7  |     |     |
|  | 6. | Amaro Harrys Messina        | 12 | 14 | 5  | 9  |     |     |
|  | 7. | Marigliano Maddaloni        | 8  | 14 | 4  | 10 |     |     |
|  | 8. | Libertas Oristanese         | 4  | 14 | 2  | 12 |     |     |

## Poule Promozione A/2

### Girone A

#### Classifica
|  |     | Classifica finale 1978-1979 | Pt | G  | V  | P  | PtF  | PtS  |
|  | --- | --------------------------- | -- | -- | -- | -- | ---- | ---- |
|  | 1.  | Liberti Treviso             | 28 | 18 | 14 | 4  | 1431 | 1284 |
|  | 2.  | Magniflex Livorno           | 22 | 18 | 11 | 7  | 1400 | 1321 |
|  | 3.  | Simod Padova                | 22 | 18 | 11 | 7  | 1493 | 1400 |
|  | 4.  | Virtus Imola                | 20 | 18 | 10 | 8  | 1407 | 1420 |
|  | 5.  | Prince Bergamo              | 20 | 18 | 10 | 8  | 1473 | 1447 |
|  | 6.  | Omega Busto Arsizio         | 18 | 18 | 9  | 9  | 1526 | 1557 |
|  | 7.  | Libertas Livorno            | 18 | 18 | 9  | 9  | 1512 | 1518 |
|  | 8.  | Sperlari Cremona            | 14 | 18 | 8  | 10 | 1506 | 1581 |
|  | 9.  | Teksid Torino               | 12 | 18 | 6  | 12 | 1472 | 1513 |
|  | 10. | Aurora Desio                | 4  | 18 | 2  | 16 | 1320 | 1499 |

#### Risultati
| Risultati            | TRE   | PLIV  | PAD   | LLIV  | BER   | BUS     | IMO    | CRE    | TOR    | DES    |
| -------------------- | ----- | ----- | ----- | ----- | ----- | ------- | ------ | ------ | ------ | ------ |
| Liberti Treviso      |       | 83-77 | 73-52 | 85-82 | 72-58 | 84-71   | 78-53  | 92-71  | 87-85  | 85-69  |
| Magniflex Livorno    | 88-71 |       | 77-72 | 85-86 | 76-78 | 71-63   | 64-60  | 108-75 | 106-85 | 79-67  |
| Simod Padova         | 79-77 | 72-74 |       | 95-85 | 93-88 | 88-73   | 100-76 | 96-81  | 94-76  | 109-70 |
| Libertas Livorno     | 55-79 | 67-75 | 95-80 |       | 86-85 | 117-96  | 77-83  | 72-73  | 96-93  | 95-82  |
| Prince Bergamo       | 77-85 | 83-84 | 76-80 | 82-76 |       | 109-108 | 89-88  | 102-89 | 74-70  | 67-69  |
| Omegna Busto Arsizio | 84-82 | 75-72 | 82-81 | 90-84 | 95-97 |         | 75-77  | 108-93 | 74-70  | 67-69  |
| Virtus Imola         | 65-75 | 91-72 | 69-66 | 89-86 | 73-65 | 78-69   |        | 76-83  | 99-70  | 98-95  |
| Sperlari Cremona     | 75-61 | 70-69 | 91-82 | 86-87 | 63-73 | 91-103  | 96-83  |        | 90-97  | 96-90  |
| Teksid Torino        | 76-82 | 61-56 | 76-79 | 87-89 | 66-75 | 108-96  | 99-80  | 91-80  |        | 85-87  |
| Aurora Desio         | 67-80 | 62-67 | 61-75 | 73-77 | 74-95 | 77-80   | 61-69  | 91-103 | 59-65  |        |

#### Play-off Promozione
| Treviso | Liberty Treviso | 78 – 74 | Magniflex Livorno |  |

| Livorno | Magniflex Livorno | 66 – 65 | Liberty Treviso |  |

| Treviso | Liberty Treviso | 73 – 55 | Magniflex Livorno |  |

Il Liberty Treviso vince 2-1 e viene promosso in A/2.

### Girone B

#### Classifica
|  |     | Classifica finale 1978-1979 | Pt | G  | V  | P  | PtF  | PtS  |
|  | --- | --------------------------- | -- | -- | -- | -- | ---- | ---- |
|  | 1.  | Fabriano Basket             | 28 | 18 | 14 | 4  | 1384 | 1255 |
|  | 2.  | Pallacanestro Brindisi      | 26 | 18 | 13 | 5  | 1408 | 1271 |
|  | 3.  | Gis Roseto                  | 24 | 18 | 12 | 6  | 1657 | 1565 |
|  | 4.  | Viola Reggio Calabria       | 24 | 18 | 12 | 6  | 1456 | 1373 |
|  | 5.  | Napoli Basket               | 24 | 18 | 12 | 6  | 1384 | 1264 |
|  | 6.  | Fams S.Severo               | 18 | 18 | 9  | 9  | 1294 | 1334 |
|  | 7.  | Basket Latina               | 18 | 18 | 9  | 9  | 1393 | 1381 |
|  | 8.  | Lineaerre Pesaro            | 10 | 18 | 5  | 13 | 1199 | 1339 |
|  | 9.  | Virtus Ragusa               | 4  | 18 | 2  | 16 | 1282 | 1532 |
|  | 10. | Italcable Roma              | 4  | 18 | 2  | 16 | 1346 | 1479 |

#### Risultati
| Risultati                  | BRI    | IROM  | REG   | PES    | RAG    | NAP   | LAT   | ROS    | SSEV   | FAB    |
| -------------------------- | ------ | ----- | ----- | ------ | ------ | ----- | ----- | ------ | ------ | ------ |
| Libertas Brindisi          |        | 89-78 | 65-70 | 74-59  | 93-66  | 73-69 | 90-63 | 89-74  | 87-68  | 66-60  |
| Italcable Roma             | 83-87  |       | 77-78 | 71-75  | 78-67  | 75-84 | 80-97 | 77-89  | 78-77  | 73-77  |
| Viola Reggio Calabria      | 69-64  | 90-67 |       | 76-66  | 104-73 | 80-85 | 88-80 | 97-92  | 82-77  | 91-81  |
| Basket Loreto Pesaro       | 61-79  | 76-69 | 67-80 |        | 90-70  | 60-63 | 74-96 | 72-95  | 72-62  | 62-69  |
| Virtus Ragusa              | 62-89  | 81-68 | 76-93 | 73-65  |        | 62-69 | 75-76 | 84-104 | 74-78  | 73-84  |
| Basket Napoli              | 64-68  | 78-75 | 85-82 | 85-75  | 108-56 |       | 73-71 | 94-87  | 104-84 | 61-62  |
| Associazione Basket Latina | 64-74  | 78-67 | 72-71 | 66-53  | 88-77  | 72-70 |       | 84-91  | 89-85  | 65-75  |
| Gis Roseto                 | 103-89 | 87-82 | 75-62 | 109-99 | 104-83 | 99-96 | 89-80 |        | 101-85 | 99-118 |
| Cestistica San Severo      | 73-65  | 80-71 | 79-76 | 82-63  | 62-60  | 0-20  | 77-70 | 81-77  |        | 74-66  |
| Fabriano Basket            | 85-67  | 89-77 | 92-67 | 20-0   | 79-70  | 83-76 | 72-82 | 93-82  | 79-70  |        |

#### Play-off Promozione
| Brindisi | Pallacanestro Brindisi | 73 – 74 | Fabriano Basket | Palamelfi |

| Fabriano | Fabriano Basket | 75 – 77 | Pallacanestro Brindisi | Palasport |

| Fabriano | Fabriano Basket | 64 – 61 | Pallacanestro Brindisi | Palasport |

Il Fabriano Basket vince 2-1 e viene promosso in A/2.

## Verdetti
- Vengono promosse in A/2:
  - Liberti Treviso
Formazione: Zin, Ermano, Riva, Dolfi, Pressacco, Pin, Del Pos, Bocchi. Allenatore: De Sisti
  - Fabriano Basket
Formazione: Uliveti, Terenzi, Valenti, De Angelis, Sonaglia, Mondati, Bolzonetti, Ricci, Carnevali, Giovannini. Allenatore: Sghiatti e Secondini